# Latrodectus apicalis
Latrodectus apicalis là một loài nhện trong họ Theridiidae.
Loài này thuộc chi Latrodectus. Latrodectus apicalis được Arthur Gardiner Butler miêu tả năm 1877.